# Behance

Bēhance - Logo

Behance (Bēhance) ist ein Produkt der Adobe Inc. Die Online-Plattform dient der Präsentation und Entdeckung kreativer Arbeiten und wurde im September 2006 von Matias Corea und Scott Belsky gegründet. Sie hat ihren Sitz in New York City, USA.
Personen schließen sich Behance an und erstellen Profile, die aus Projekten bestehen. Ein Projekt ist eine Gruppe von Bildern, Videos und anderen digitalen Inhalten zu einem Thema oder Prozess. Es ähnelt einem Portfolio. Jedes Projekt hat eine eindeutige URL, die geteilt werden kann. Für jedes Projekt wird angezeigt, wie viele Leute das Projekt besucht haben und es „liken“.
Die anderen Teilnehmer von Behance können einem Profil folgen. Wenn man jemandem folgt, wird man im Falle einer Aktualisierung benachrichtigt.